# Newburgh (New York)
Pour les articles homonymes, voir Newburgh.
Newburgh est une ville du comté d'Orange situé dans l'État de New York. Au recensement de 2010, la ville était peuplée de 28 866 habitants. C'est le second plus grand district historique de l'État. On y compte plus de quatre mille édifices à caractère historique. À soixante milles de distance de la ville de New York, la ville est accessible via les routes I-87 et I-84. Elle est à quinze minutes de l'aéroport de Newburgh-Stewart. Un service de traversier de Beacon Landing à Newburgh fonctionne en semaine le matin et en soirée. Colonisée au début du 18e siècle par les Allemands et les Britanniques, Newburgh servait de quartier général de l'armée continentale à partir de mars 1782 jusqu'à la fin de 1783. Newburgh fut le foyer de la deuxième centrale Edison, installée à puissance de 126 lampes au Moulin à laine d'Orange, et a été la deuxième ville américaine (après New York, à Pearl Street) pour avoir une rue éclairée à l'électricité.  Newburgh fait partie de ''Art Along The Hudson''.
Une visite guidée à pied de l'East End on aperçoit les joyaux architecturaux des années 1800, y compris l'Église réformée hollandaise néo-grecque (Grand Street) qui est à couper le souffle, qui est non moins un monument historique national. À Liberty Street, siège de Washington, premier lieu historique de propriété publique de la nation, la rue est bordée par des boutiques pittoresques et des cafés. Depuis Water Street, on jouit d'un panorama sur le fleuve Hudson.  

## Géographie
La ville se trouve sur la rive ouest du fleuve Hudson, à plus de 110 km au nord  de New York.

## Personnalités liées à la ville
Personnalités nées à Newburgh :
- William Henry Seward, Secrétaire d'État de 1861 à 1868
- Andrew Jackson Downing (1815-1852), architecte
- William S. Hart (1864-1946), l'un des premiers cow-boys du cinéma américain, surnommé « L'homme aux yeux clairs ».
- Ellsworth Kelly (1923), peintre et sculpteur
- Geraldine Ferraro, politicienne et députée américaine
- James Patterson (1947-), écrivain
- Saul Williams (1972-), artiste de hip-hop
- George Inness (1825-1894), peintre